# Marais-Vernier

Marais-Vernier este o comună în departamentul Eure, Franța. În 1 ianuarie 2022 avea o populație de 473 de locuitori.